# Macchi (nave)
La Macchi fu varata nei cantieri San Marco di Trieste nel 1899, per l'amministrazione doganale austro-ungarica con il nome di Ritter von Bilinsky.

## Servizio
Durante la prima guerra mondiale fu attivamente impiegata in attività bellica nelle acque triestine, lungo la costa giuliana e friulana e nelle lagune di Grado e Marano con compiti di trasporto, sorveglianza, dragamine e antisommergibile.
Dopo la guerra passò all'Italia e fu assegnata alla Regia Guardia di finanza. Dopo aver fatto parte della Flottiglia Costiera di Trieste con il nome di "Carnaro", fu successivamente trasferita in Sardegna.
Nel secondo conflitto mondiale, all'atto della mobilitazione fu destinata a Trapani, da dove eseguì numerose missioni di scorta convogli per l'Africa Settentrionale.
Il 18 agosto 1941, presso Lampedusa, durante il soccorso di una nave trasporto truppe gravemente danneggiata da un attacco aereo, rimase coinvolta dall'esplosione del carico di munizioni del bastimento, rimanendo distrutta.

## Nome
Nel 1933 venne ribattezzata con il nome del Maggiore Giovanni Macchi, comandante del XX battaglione mobilitato della Guardia di Finanza, caduto sul Pal Piccolo il 14 giugno 1915.